# Bockrotsskärmmal
Bockrotsskärmmal (Epermenia profugella) är en fjärilsart som först beskrevs av Henry Tibbats Stainton 1856.  Bockrotsskärmmal ingår i släktet Epermenia, och familjen skärmmalar. Enligt den finländska rödlistan är arten nära hotad i Finland. Enligt den svenska rödlistan är arten sårbar i Sverige. Arten förekommer sällsynt från Skåne till Uppland. Artens livsmiljö är torra gräsmarker.